# Клан Аусры
Клан Аусры (польск. Klan Ausran) — польское культурно-религиозное движение, основанное в 1954 году филологом Игнацием Рышардом Данкой, одно из первых неоязыческих объединений Польши. Образовалось в Лодзи, в 1958 году открылось отделение в Варшаве. Деятельность «Клана Аусры» посвящена реконструкции и возрождению праиндоевропейской религии и культуры. Своё название «Клан Аусры» получил в честь общеиндоевропейской богини рассвета, имя которой реконструируется как *h₂ewsṓs (ср. латыш. Аустра, германское Эостра, греч. Эос, лат. Аурора, санскр. Ушас и т. д.) Последователи «Клана Аусры» считают её женой бога плодородия и растительности Пушана (ср. санскр. Пушан, греч. Пан и др.) Богослужебные обряды в «Клане Аусры» (называемые deiwokvolia) ведутся на реконструированном праиндоевропейском языке, который приверженцы движения именуют «аусринским». Многие из них стараются пользоваться «аусринским» и в обыденной жизни. Верховным божеством аусринцы считают Перквуноса (Перун, Перкунас, Парджанья).
Численность аусринцев никогда не была особенно высокой: в годы своего расцвета «Клан Аусры» насчитывал около 500 представителей. В 1970-х приверженцы «Клана» подвергались преследованиям со стороны Службы безопасности ПНР. В настоящее время насчитывается от 200 до 500 представителей «Клана», причём многие из них рассматривают его как культурное, а не религиозное движение.
Быт и история аусринцев описываются в книге Казимежа Брандыса «Письма госпоже З.» (Listy do pani Z.)